# Nyugat-szaharai labdarúgó-válogatott
A Nyugat-szaharai labdarúgó-válogatott a Marokkó által megszállt állam, Nyugat-Szahara nemzeti csapata. A Nyugat-szaharai Labdarúgó-szövetség irányítása alatt áll. A válogatott nem tagja sem a Nemzetközi Labdarúgó-szövetségnek, sem pedig az Afrikai Labdarúgó-szövetségnek, emiatt nem vehet részt a Labdarúgó-világbajnokságok vagy az Afrikai nemzetek kupája selejtezőiben. A csapat pályázik a nem FIFA-válogatottakat tömörítő NF-Tanács-tagságra.
Az együttes több mérkőzést játszott 1984, 1986 és 1994-ben algériai klubcsapatokkal. 1988-ban a francia Le Mans városának a csapatával játszott, és 3-2-es vereséget szenvedett. Valamint részt vett mérkőzéseken Spanyolországban (1987) valamint Olaszországban (1994).